# Brett Baxter Clark
Brett Baxter Clark (* 5. Januar 1958) ist ein US-amerikanischer ehemaliger Schauspieler und Synchronsprecher.

## Leben
Clark wurde am 5. Januar 1958 in den USA geboren. Er gab sein Spielfilmdebüt im 1979 erschienenen Spielfilm Babyspeck und Fleischklößchen. Im Folgejahr erhielt er eine Episodenrolle in der Fernsehserie Der unglaubliche Hulk. 1982 wirkte er in vier Episoden der Fernsehserie No Soap, Radio mit und spielte im selben Jahr in den Filmen Star Trek II: Der Zorn des Khan, Nightshift – Das Leichenhaus flippt völlig aus, Psycho-Killer und Auf einmal ist es Liebe. 1985 stellte er im Film Malibu-Express die Rolle des Shane dar. Von 1988 bis 1989 war er in der wiederkehrenden Rolle des Chet Clark in insgesamt 20 Episoden der Fernsehserie General Hospital zu sehen. 1991 wirkte er im Film Deathstalker IV in der Rolle des Vaniat mit. Eine größere Rolle hatte er unter anderen 1995 im Western Riders in the Storm als Charlie Jessup inne. Zuletzt spielte er 2002 in Genug – Jeder hat eine Grenze in einer Filmproduktion mit.
1992 lieh er für die englischsprachige Filmfassung des deutschen Zeichentrickfilms Die Abenteuer von Pico und Columbus mehreren Charakteren seine Stimme als Synchronsprecher.

## Filmografie (Auswahl)

### Schauspiel
- 1979: Babyspeck und Fleischklößchen (Meatballs)
- 1980: Der unglaubliche Hulk (Fernsehserie, Episode 3x20)
- 1982: No Soap, Radio (Fernsehserie, 4 Episoden)
- 1982: Star Trek II: Der Zorn des Khan (Star Trek II: The Wrath of Khan)
- 1982: Nightshift – Das Leichenhaus flippt völlig aus (Night Shift)
- 1982: Psycho-Killer (Double Exposure)
- 1982: Auf einmal ist es Liebe (Not Just Another Affair, Fernsehfilm)
- 1984: Nachdenkliche Geschichten (Insight, Fernsehserie, Episode 1x825)
- 1984: Bachelor Party
- 1985: Falcon Crest (Fernsehserie, Episode 4x18)
- 1985: Malibu-Express (Malibu Express)
- 1985: Dallas (Fernsehserie, Episode 8x26)
- 1985: Double Dare (Fernsehserie, Episode 1x05)
- 1985: Young Lady Chatterley II
- 1985: King of the Streets (Alien Warrior)
- 1985; 1987: Hunter (Fernsehserie, 2 Episoden, verschiedene Rollen)
- 1986: Club Sandwich (Last Resort)
- 1987: Crazy Legs (Off the Mark)
- 1987: Delta Force Commando
- 1987: Battlefield Vietnam (Eye of the Eagle)
- 1988: Cobra Mission (Cobra Mission 2)
- 1988–1989: General Hospital (Fernsehserie, 20 Episoden)
- 1989: Teen Witch – Hokuspokus in der Highschool (Teen Witch)
- 1989: Roseanne (Fernsehserie, Episode 2x08)
- 1990: California Clan (Fernsehserie, 3 Episoden)
- 1991: Deathstalker IV (Deathstalker IV: Match of the Titans)
- 1991: Stroker (Project Eliminator)
- 1991: Zeit der Sehnsucht (Days of Our Lives, Fernsehserie, Episode 4x18)
- 1991: Fatale Leidenschaft (Inner Sanctum)
- 1992: Hard Hunted – Heiße Girls, eiskalt (Hard Hunted)
- 1992: Wolf Mountain (The Legend of Wolf Mountain)
- 1993: Fit to Kill – Kurven, Krallen und Kanonen (Fit to Kill)
- 1995: Manhunt (Midnight Man)
- 1995: Riders in the Storm
- 1995: Midnight Tease II
- 1996: Shootfighter II
- 1996: Baywatch Nights (Fernsehserie, Episode 2x08)
- 1997: Stormy Nights
- 2000: Never Look Back
- 2002: Genug – Jeder hat eine Grenze (Enough)

### Synchronisationen
- 1992: Die Abenteuer von Pico und Columbus (Zeichentrickfilm)